# Fernando Soriano
Fernando Soriano Marco (Saragozza, 24 settembre 1979) è un dirigente sportivo, allenatore di calcio ed ex calciatore spagnolo, di ruolo centrocampista, attuale direttore sportivo del Deportivo La Coruña.

## Carriera

### Allenatore
A maggio 2016 il consiglio di amministrazione dell'Almeria ha approvato la sua nomina come nuovo allenatore, rimpiazzando Néstor Gorosito.

## Palmarès

### Club

#### Competizioni nazionali
- Coppa di Spagna: 1

Real Saragozza: 2003-2004
- Supercoppa di Spagna: 1

Real Saragozza: 2004